# إيليوس
إيليوس (باليونانية: Ἔλεος)‏ هو إله الشفقة والعطف والطيبة والرأفة واللطف في الميثولوجيا الإغريقية وهو يقابل الإلهة كليمينتيا في الميثولوجيا الرومانية. خصص له مزار في أثينا وعبد بجانب هرقل وكان يقدم له الشعر المقصوص والملابس الغير الملبوسة كذبائح له.